# 犬キング
『犬キング』（いぬ-）は、2008年8月4日にコルモから発売されたパチスロ機（5号機）。保通協における型式名は「犬キングX」。コルモによって発売されたオリジナル第一弾「ジャンジャン飯店」、第二弾「クイージ」に続くオリジナル筐体第三弾である。

## 概要
機種名「犬キング」のその名の通り、犬を主役においたノンタイアップオリジナル機種。合計12種類の多彩でシュールな演出の通常ステージと、RT突入目の出現をナビする「押し順ナビ」の獲得率によって出玉が左右されるという風変りな特徴を持つ。
BIG BONUS、CHALLENGE BONUSの2種類のボーナスと、AT状態移行チャンスの「コミュニケーションゲーム」とAT状態に、プチRT「ワンワンタイム」が搭載されている。

### ボーナス
BIG BONUS
ビッグボーナスは赤7揃い・青7揃いの2種類で345枚を超える払い出しで終了。獲得枚数は約300枚。
ボーナス中のミニゲームに成功するほどATナビ100%状態を維持する継続ゲーム数が上乗せされる。
CHALLENGE BONUS
チャレンジボーナスは赤赤青・青青赤の2種類で240枚を超える払い出しで終了。獲得枚数は約221枚。
ボーナス中のミニゲームに成功するほどATナビ100%状態を維持する継続ゲーム数が上乗せされる。

### ステージ
主役の犬の4ステージと、それぞれに状態予測の3ステージで合計12ステージとなる。通常時サブボタンで変更が可能となっている。
- 柴犬・カンスケ
- ビーグル・アクセル
- セントバーナード・ジョセフ
- ラブラドールリトリーバー・ブービー

状態予測の3つの滞在ステージは昼間・夕方・夜の3つの時間帯が存在するAT中滞在ステージ。滞在ステージによりナビ率を示唆する。夜>夕方>昼間の順で期待度が高く、夜ステージはナビ率100%となる。

#### コミュニケーションゲーム
犬の気持ちを当てる3択ゲーム。押し順によって正解・不正解を当てることにより状態が移行する。
液晶左部に犬のキモチメーターが搭載されており、通常時ミニゲームをクリアしメーターが上昇すればAT状態の期待度が高くなる。

### AT状態
アシストタイム。チャンス目の押し順がナビされ、ナビ率100%状態では1/10でプチRT「ワンワンタイム」に突入する。突入抽選は通常時ミニゲームクリアか、ボーナス後AT抽選された場合。AT中はチャンス目の押し順がナビされ、チャンス目ナビ率は10%・33%・100%の3種類が存在する。

### ワンワンタイム
5Gのプチリプレイタイム。AT中のチャンス目成立で突入する。純増枚数は約0.2枚/1G。ボーナスの約50%はチャンス目との同時成立のため、連続演出に発展すればボーナスの期待度が高くなる。

## 同時当選期待度
※解析値
| 設定 | 共通5枚役 | 単独赤/青/緑5枚役 | 赤5枚役+青5枚役 | 赤5枚役+緑5枚役 | 青5枚役+緑5枚役 | 赤/青/緑1枚役 | リプレイ | チェリー | ベル  |
| ---- | --------- | ----------------- | --------------- | --------------- | --------------- | ------------- | -------- | -------- | ----- |
| 1    | 4.48%     | 1.1%              | 1.41%           | 1.41%           | 1.41%           | 1.64%         | 0.28%    | 0.78%    | 0.14% |
| 2    | 4.48%     | 1.1%              | 1.41%           | 1.41%           | 1.41%           | 1.64%         | 0.28%    | 0.76%    | 0.14% |
| 3    | 4.48%     | 1.1%              | 1.41%           | 1.41%           | 1.41%           | 1.64%         | 0.28%    | 0.75%    | 0.13% |
| 4    | 4.48%     | 1.1%              | 1.41%           | 1.41%           | 1.41%           | 1.64%         | 0.28%    | 0.74%    | 0.13% |
| 5    | 4.48%     | 1.1%              | 1.41%           | 1.41%           | 1.41%           | 1.64%         | 0.28%    | 0.73%    | 0.13% |
| 6    | 4.48%     | 1.1%              | 1.41%           | 1.41%           | 1.41%           | 1.64%         | 0.28%    | 0.73%    | 0.13% |

## ボーナス確率・機械割
※解析値
| 設定 | ボーナス合成確率 | BIG確率 | CHALLENGE確率 | 機械割  |
| ---- | ---------------- | ------- | ------------- | ------- |
| 1    | 1/282.5          | 1/564.9 | 1/564.9       | 97.06%  |
| 2    | 1/266.4          | 1/537.2 | 1/528.5       | 98.93%  |
| 3    | 1/252.1          | 1/496.5 | 1/512.0       | 101.40% |
| 4    | 1/227.1          | 1/455.1 | 1/455.1       | 105.9%  |
| 5    | 1/207.4          | 1/390.1 | 1/442.8       | 109.24% |
| 6    | 1/183.1          | 1/368.2 | 1/364.1       | 114.09% |